# Diacyclops hypnicola
Diacyclops hypnicola – gatunek widłonoga z rodziny Cyclopidae. Takson ten jako pierwszy opisał w 1927 roku brytyjski zoolog Robert Gurney, nadając mu nazwę Cyclops languidoides hypnicola.